# Девянишкес
Девя́нишкес (прежняя форма Девянишки; лит. Dieveniškės, пол. Dziewieniszki, бел. Дзевянішкі) — местечко на востоке Литвы, в 6 км от границы с Беларусью и в 27 км к юго-востоку от города Шальчининкай, на правом берегу реки Гауя. Административный центр Девянишкского староства.

## История
В описаниях XIV века на месте нынешнего местечка упоминается деревня Мингайлы. В 1433 году великий князь литовский подарил Девенишки Яну Гаштольду. В 1474 году Мартин Гаштольд возвёл костёл, перестроенный в начале XVII века. Во второй половине XV века Девенишки стали местечком. После смерти Станислава Гаштольда (1542) местечко перешло в собственность великого князя и стало центром староства. Девенишки пострадали во время Северных войн 1655—1660 и 1700—1721 годов. К 1738 году здесь проживало 28 семей.
В 1920—1939 годах в составе Польши. 2 ноября 1939 года присоединены к Белорусской ССР, но уже 6 ноября 1940 года местечко и окружающая его территория были переданы Литовской ССР, что было обусловлено наличием значительной доли этнического литовского населения.
На карте современной Литвы это место глубоко вдается вглубь территории Белоруссии. Девянишкский выступ или Девянишкская петля, согласно городской легенде, объясняется тем, что якобы на карте, когда в 1939 году чертили границы передаваемого советскими властями Литве Виленского края, лежала трубка Сталина, её никто не посмел сдвинуть и линия границы повторила очертания трубки, хотя известно, что передача конкретно этой местности Литовской ССР произошла лишь в ноябре 1940 года уже в период нахождения Литвы в составе СССР.